# Lijst van rijksmonumenten in Zuidhorn (plaats)
De plaats Zuidhorn telt 26 inschrijvingen in het rijksmonumentenregister. Hieronder een overzicht.
| Object                                                                        | Oorspronkelijke functie?  | Bouwjaar | Architect                                               | Locatie           | Coördinaten?                  | Nr.?   | Afbeelding                                                                    |
| ----------------------------------------------------------------------------- | ------------------------- | --- | ------------------------------------------------------- | ----------------- | ----------------------------- | ------ | ----------------------------------------------------------------------------- |
| Kop-hals-rompboerderij met stookhut.                                          | Boerderij                 | |                                                         | Zuiderweg 12      | 53° 13' 27" NB, 6° 25' 2" OL  | 18240  | Meer afbeeldingen                                                             |
| Sint-Jozefkerk                                                                | Kerk en kerkonderdeel     | 1844 1929 (verb., dakruiter) | Crone en W.K. Dusseldorp (uitv.) A.Th. van Elmpt (1929) | De Gast 38        | 53° 15' 0" NB, 6° 24' 9" OL   | 41074  | Meer afbeeldingen                                                             |
| Vijf traveën breed onderkelderd landelijk pand                                | Woonhuis                  | |                                                         | De Gast 51        | 53° 15' 5" NB, 6° 24' 10" OL  | 41075  | Meer afbeeldingen                                                             |
| Voorm. Schathuis van de Hanckemaborg                                          | Bijgebouwen kastelen enz. | 18e eeuw ca. 1966 (verb.) |                                                         | Hanckemalaan 5    | 53° 14' 51" NB, 6° 24' 10" OL | 41076  | Meer afbeeldingen                                                             |
| Kop-rompboerderij                                                             | Boerderij                 | 1811 (voorhuis) 1828 (schuur) |                                                         | Julianalaan 2a    | 53° 14' 44" NB, 6° 24' 42" OL | 41077  | Meer afbeeldingen                                                             |
| Hervormde pastorie                                                            | Kerkelijke dienstwoning   | mog. 18e eeuw (kern) |                                                         | Kerkstraat 9      | 53° 14' 34" NB, 6° 24' 27" OL | 41078  | Meer afbeeldingen                                                             |
| Hervormde kerk                                                                | Kerk en kerkonderdeel     | mog. 12e/13e eeuw (schip) waarsch. 14e eeuw (koor) mog. 16e eeuw (zijbeuken) 1631 (verb. kerk) mog. 17e eeuw (verb. toren) ca. 1840 (bepleistering, verb.) |                                                         | Kerkstraat 18     | 53° 14' 32" NB, 6° 24' 26" OL | 41079  | Meer afbeeldingen                                                             |
| Rentenierswoning met aangebouwd koetshuis                                     | Woonhuis                  | 1910-'11 | K. Siekman Azn.                                         | De Gast 54        | 53° 15' 6" NB, 6° 24' 4" OL   | 516298 | Rentenierswoning met aangebouwd koetshuis                                     |
| Rentenierswoning, schuur                                                      | Boerderij                 | 1910-'11 |                                                         | bij De Gast 54    | 53° 15' 6" NB, 6° 24' 4" OL   | 516299 | Rentenierswoning, schuur                                                      |
| Herenhuis met aangebouwd achterhuis                                           | Woonhuis                  | ca. 1860 1974 (verb. achterhuis) |                                                         | Nieuwstraat 6     | 53° 14' 37" NB, 6° 24' 25" OL | 516301 | Meer afbeeldingen                                                             |
| Herenhuis, schuur                                                             | Boerderij                 | ca. 1860 |                                                         | bij Nieuwstraat 6 | 53° 14' 37" NB, 6° 24' 25" OL | 516302 | Meer afbeeldingen                                                             |
| Herenhuis, hek achtertuin                                                     | Erfscheiding              | ca. 1860 |                                                         | bij Nieuwstraat 6 | 53° 14' 37" NB, 6° 24' 25" OL | 516303 | Upload foto                                                                   |
| Postkantoor met ingebouwde dienstwoning                                       | Overheidsgebouw           | 1907-'08 1978 (uitbr.) 1983 (verb.) 1990 (verb.) | C.H. Peters                                             | Hoofdstraat 30    | 53° 14' 40" NB, 6° 24' 25" OL | 516307 | Meer afbeeldingen                                                             |
| Voorm. belastingkantoor met twee dienstwoningen                               | Overheidsgebouw           | 1919 1956 (verb.) 1958 (uitbr.) | K. Siekman Azn.                                         | Hoofdstraat 45    | 53° 14' 44" NB, 6° 24' 28" OL | 516314 | Meer afbeeldingen                                                             |
| Voorm. kantongerecht                                                          | Gerechtsgebouw            | 1882-'83 | J.F. Metzelaar                                          | De Gast 66        | 53° 15' 12" NB, 6° 24' 1" OL  | 516315 | Kantongerecht Voorm. kantongerecht                                            |
| Voorm. gemeentehuis                                                           | Bestuursgebouw en onderdl | 1915 1937-'38 (aanbouw) 1962 (verb.) 1975 (verb. | K. Siekman Azn. (1915, 1937-'38)                        | Hoofdstraat 4     | 53° 14' 36" NB, 6° 24' 30" OL | 516317 | Meer afbeeldingen                                                             |
| Rentenierswoning in eclectische stijl met aangebouwd koetshuis                | Woonhuis                  | ca. 1890 | M. Viets                                                | De Gast 4         | 53° 14' 47" NB, 6° 24' 22" OL | 516320 | Rentenierswoning in eclectische stijl met aangebouwd koetshuis                |
| Rentenierswoning in eclectische tijl                                          | Woonhuis                  | ca. 1890 1931 (aanbouw/erker) 1971 (verb.) | A. Siekman (1931)                                       | De Gast 24        | 53° 14' 55" NB, 6° 24' 13" OL | 516321 | Rentenierswoning in eclectische tijl                                          |
| Woonhuis van het dwarshuistype in eclectische stijl                           | Woonhuis                  | ca. 1875 1942 (verb. zuidgevel) 1943 (dakkapellen achterzijde) 1970 (verb. achterhuis/schuur) 1974 (verb. achterhuis/schuur)                               | M. Viets                                                | De Gast 44        | 53° 15' 3" NB, 6° 24' 7" OL   | 516322 | Woonhuis van het dwarshuistype in eclectische stijl                           |
| Rentenierswoning in eclectische stijl met aangebouwd achterhuis en koetshuis  | Woonhuis                  | ca. 1885 1946 (verb.) 1963 (verb. achtergevel) | A. Siekman (1946)                                       | De Gast 2         | 53° 14' 46" NB, 6° 24' 23" OL | 516323 | Rentenierswoning in eclectische stijl met aangebouwd achterhuis en koetshuis  |
| Linea Recta                                                                   | Werk-woonhuis             | 1925 waarsch. 1934 (garage) 1963 (verb.) 1977 (kozijnen)                                                                                                   | L.C. van der Vlugt i.s.m. K. Siekman Azn.               | Hoofdstraat 49    | 53° 14' 45" NB, 6° 24' 28" OL | 516324 | Meer afbeeldingen                                                             |
| Arnichem                                                                      | Woonhuis                  | ca. 1875 1999 (rest.) |                                                         | De Gast 13        | 53° 14' 50" NB, 6° 24' 22" OL | 516325 | Meer afbeeldingen                                                             |
| Margaretha                                                                    | Woonhuis                  | 1874 1907 (verb. voorzijde, waarsch. ook schuur) 1970 (verb.) 1976 (verb.)                                                                                 |                                                         | Hoofdstraat 43    | 53° 14' 43" NB, 6° 24' 29" OL | 516326 | Meer afbeeldingen                                                             |
| Geertruida                                                                    | Woonhuis                  | 1908 kort na 1910 (serre) 1978 (verb.) |                                                         | De Gast 11        | 53° 14' 49" NB, 6° 24' 24" OL | 516327 | Geertruida                                                                    |
| Villa De Gast 34                                                              | Woonhuis                  | 1914 1974 (garage) | A.Th. van Elmpt                                         | De Gast 34        | 53° 14' 59" NB, 6° 24' 10" OL | 516328 | Villa De Gast 34                                                              |
| Woonhuis in Overgangsstijl met Chaletstijl-elementen met aangebouwd koetshuis | Woonhuis                  | 1922 | K. Siekman Azn.                                         | De Gast 36        | 53° 14' 60" NB, 6° 24' 9" OL  | 516329 | Woonhuis in Overgangsstijl met Chaletstijl-elementen met aangebouwd koetshuis |